# Панкија
Панкија (итал. Panchià) је насеље у Италији у округу Тренто, региону Трентино-Јужни Тирол.
Према процени из 2011. у насељу је живело 752 становника. Насеље се налази на надморској висини од 988 м.

## Становништво
Према резултатима пописа становништва 2011. у општини је живело 771 становника.
| 1931. | 1936. | 1951. | 1961. | 1971. | 1981. | 1991. | 2001. | 2011. |
| ----- | ----- | ----- | ----- | ----- | ----- | ----- | ----- | ----- |
| 632   | 586   | 552   | 565   | 543   | 598   | 604   | 682   | 771   |